# コーヨーベアー
コーヨーベアーは、日本にかつて存在したスポーツシューズ会社。本社は神戸にあり、東京と京都に出張所を開設していた。

## 卓球シューズ
コーヨーベアーは、Sharpmanと呼ばれる最初の卓球専用シューズを作ったと考えられている。Sharpmanは日本の卓球選手で、世界チャンピオンにもなった、荻村伊智朗がデザインし、彼の協力の元市場に出された。荻村は卓球のプロとして、グリップ、軽さ、履き心地など、卓球選手の特別なニーズに応じるようにSharpmanをデザインした。Sharpmanの特徴は白のキャンバス生地に靴紐のハトメと足首及びに踵の上縁部分に沿って平行に走る二本の青い線。

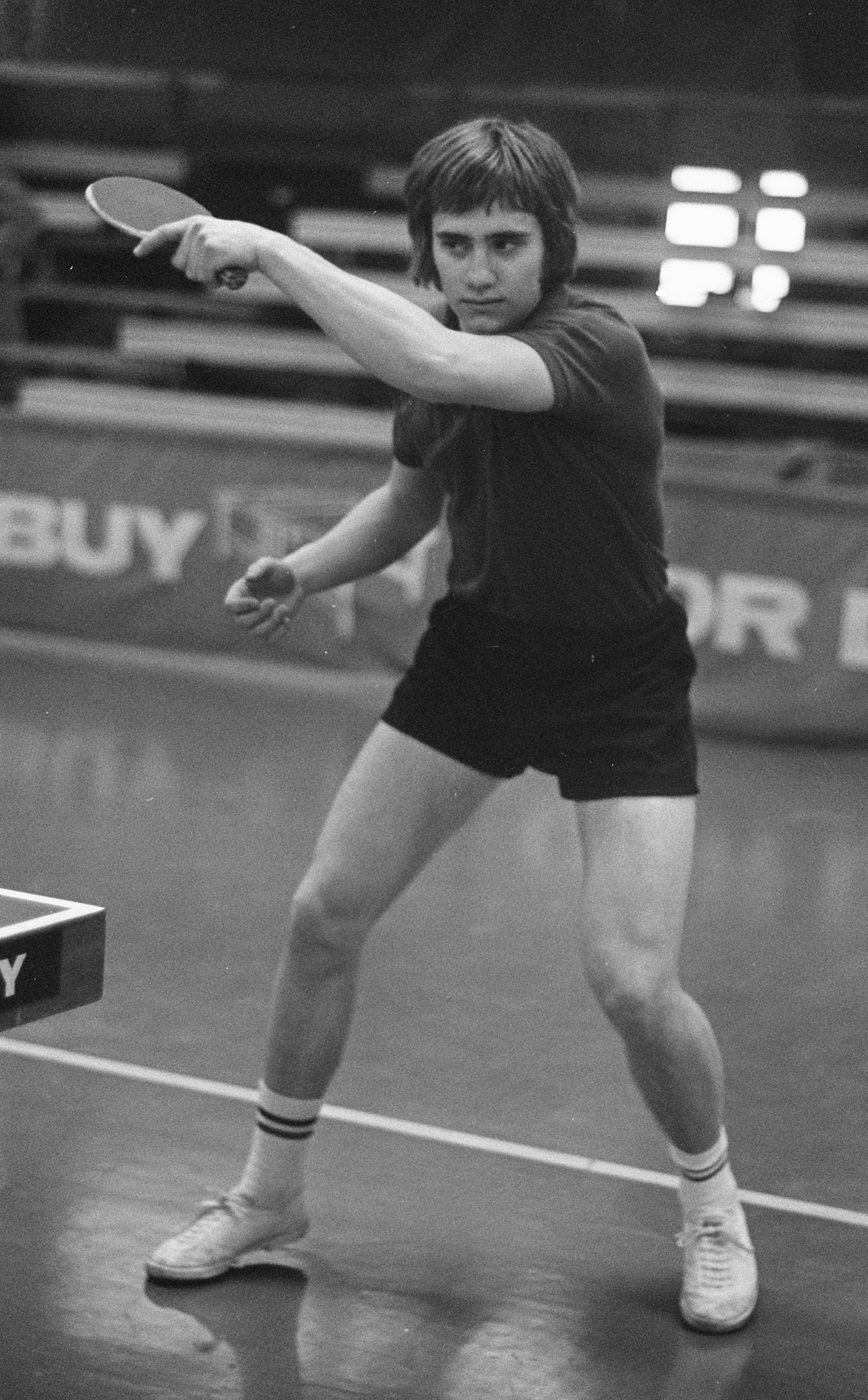
Sharpmanを履いたステラン・ベンクソン
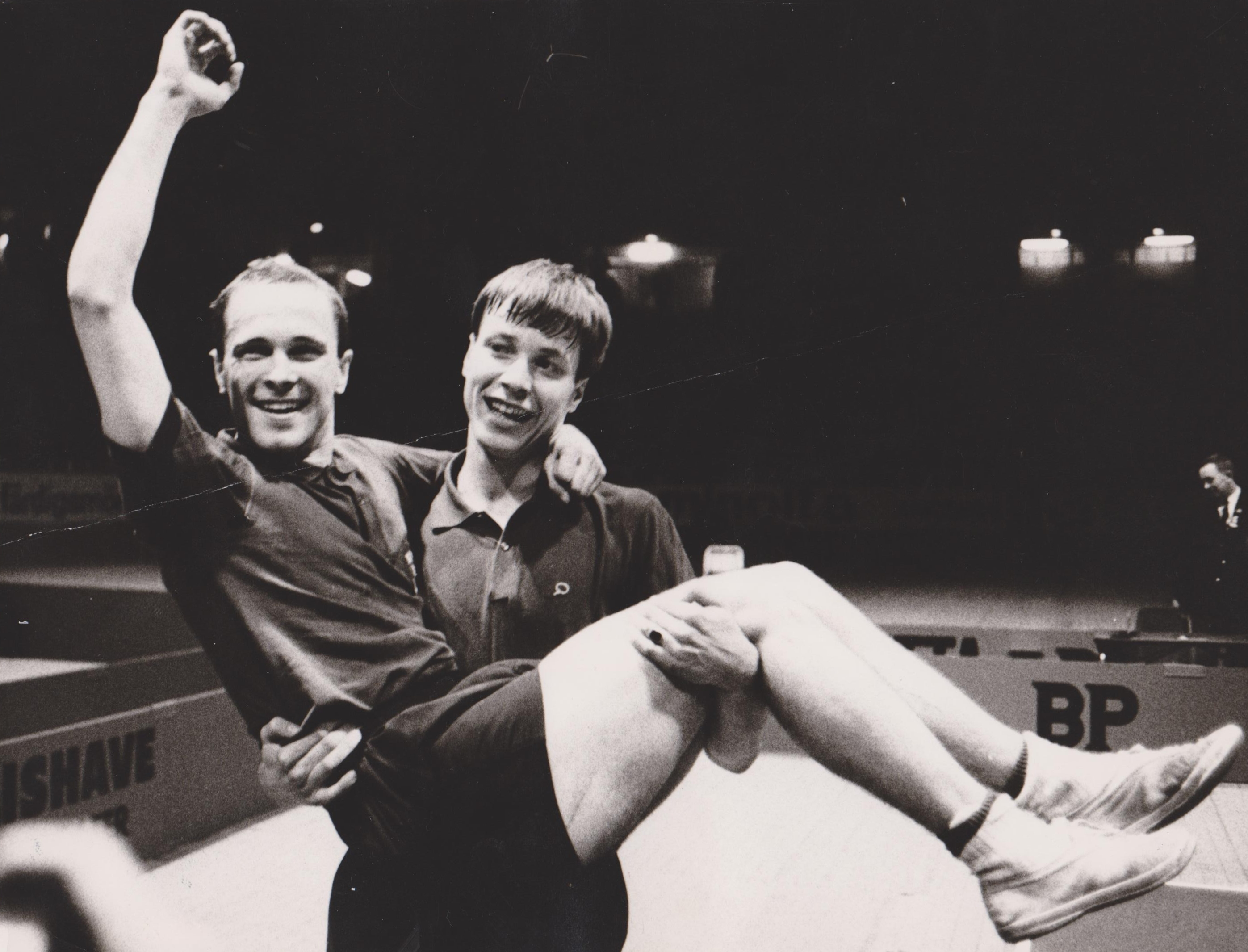
Sharpmanを履いたハンス・アルセア（英語版、スウェーデン語版）とシェル・ヨハンソン (卓球選手)
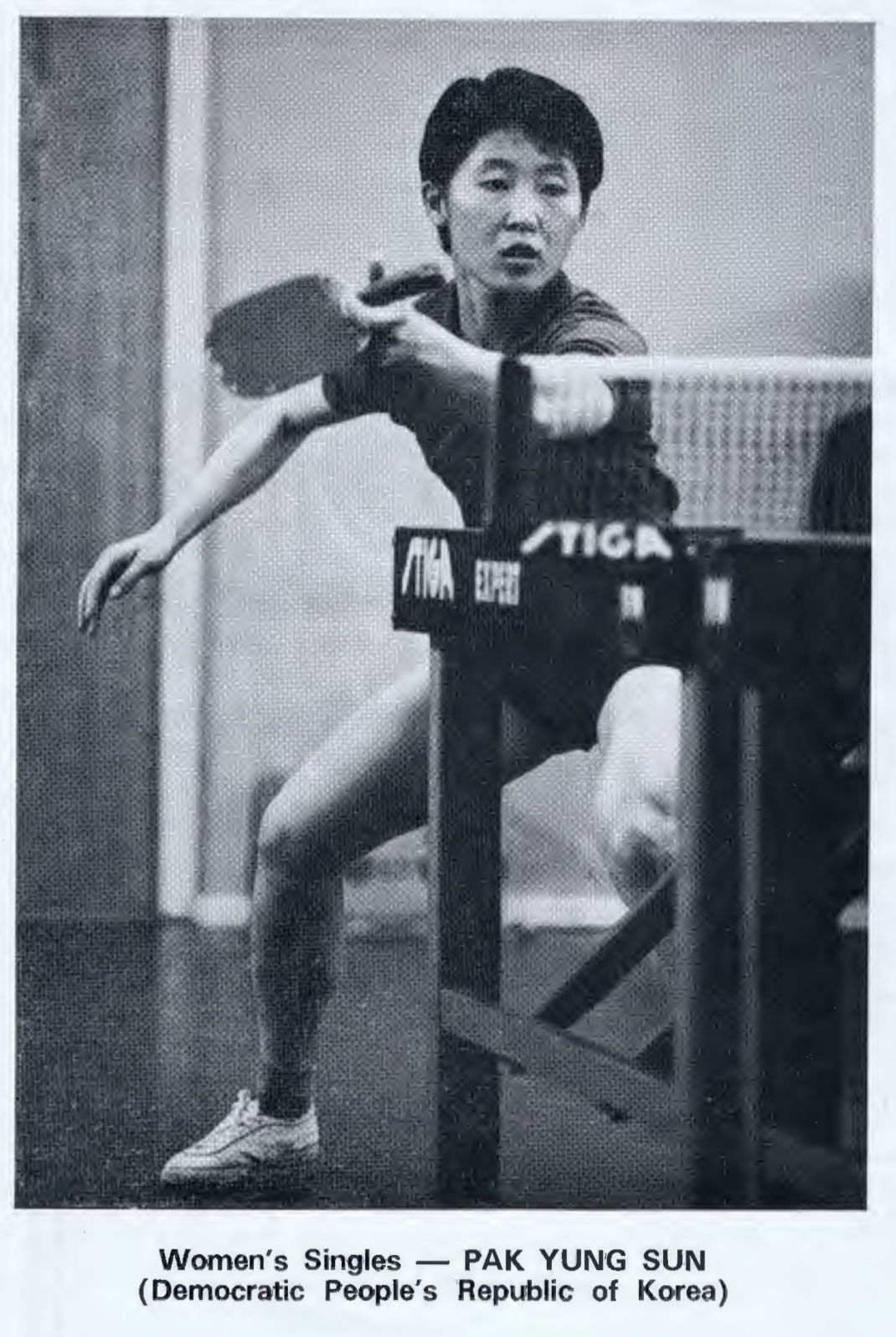
コーヨーベアーのSharpman卓球シューズを履いたパク・ヨンスン

Sharpmanを履いていた選手の中には伊藤繁雄、ステラン・ベンクソン、ハンス・アルセア、シェル・ヨハンソン、ジョージ・ブレスウェイト、パク・ヨンスンなどが含まれる。コーヨーベアーは第30回世界卓球選手権ミュンヘン大会においては、卓球米国代表チームにフットウェアを提供していた。また、後に「ピンポン外交」として知られるようになる1971年世界卓球選手権名古屋大会での歴史的な出来事において、重要な役割を担ったグレン・コーワン選手もSharpmanを履いていた。
荻村も世界チャンピオンに輝いたときにこのシューズを履いていた。
イギリスでは、コーヨーベアーのSharpmanは卓球用具のブランドであるJoolaと共同でシューズのマーケティングが行われた。Joolaと共同で発売されていたシューズは「Koyo Bear Shoes」として売り出され、コーヨーベアーのロゴに加えて、Joolaのロゴも付けられた。

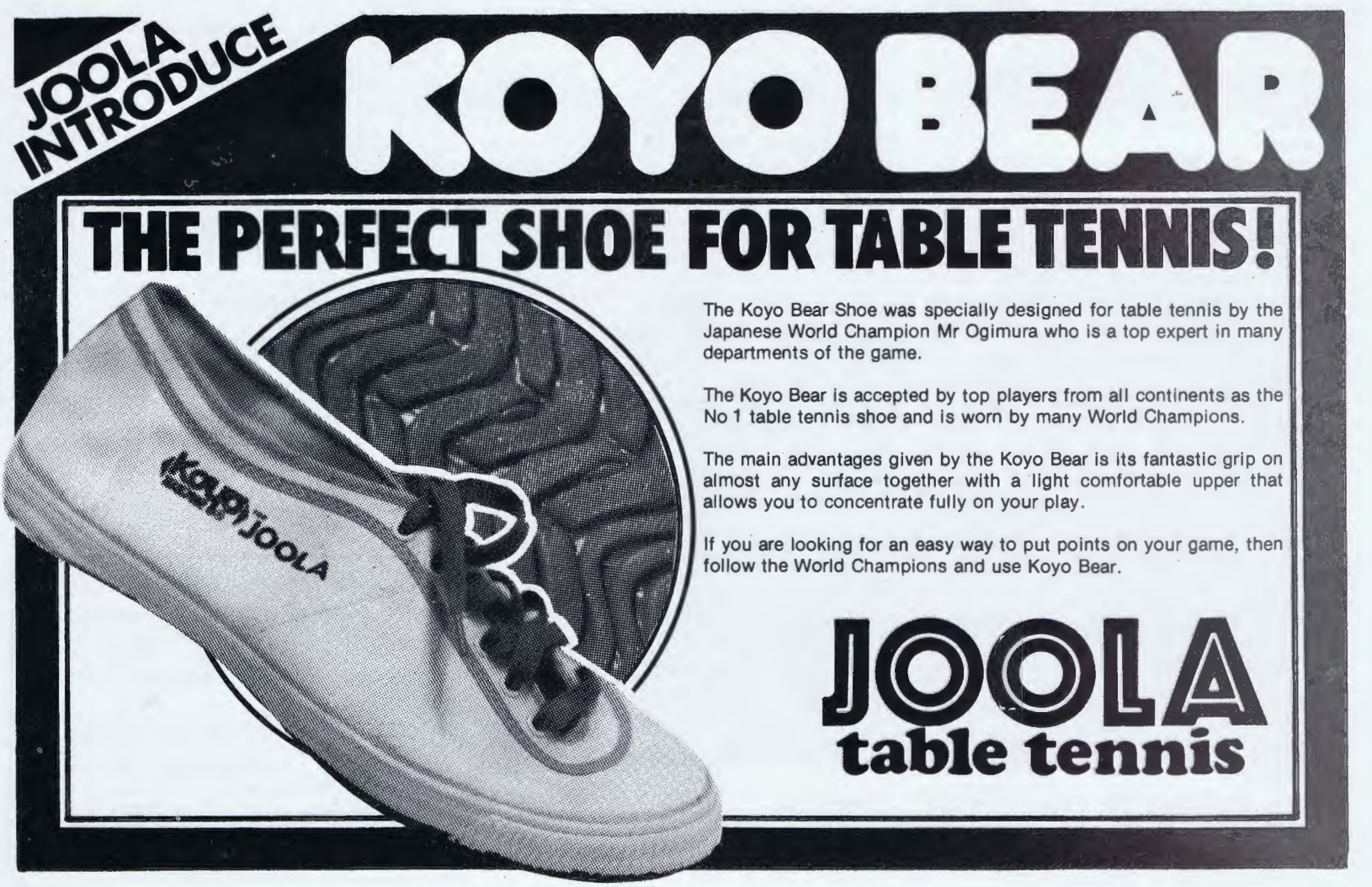
荻村伊智朗がデザインしたコーヨーベアーSharpmanの昔の広告
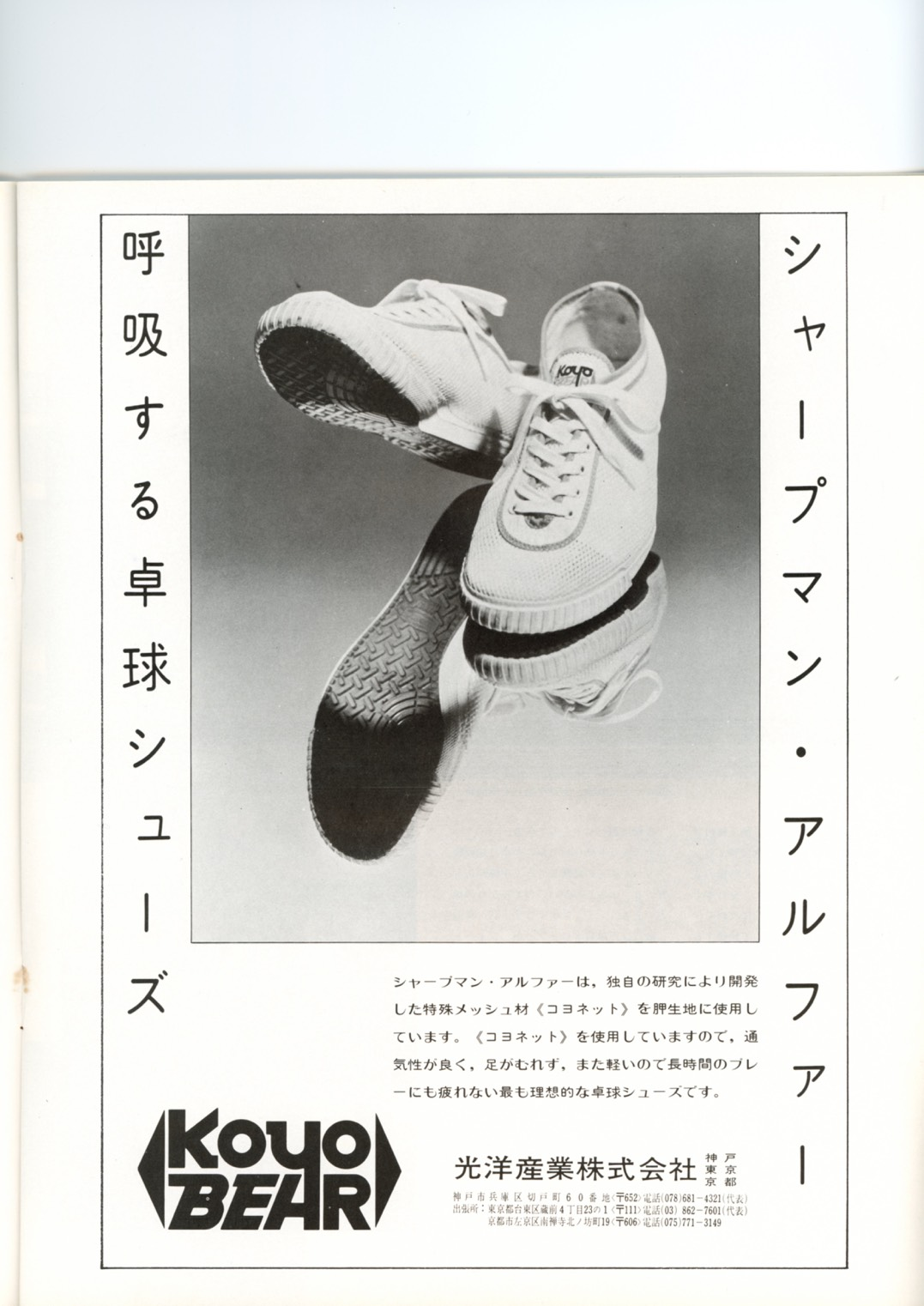
コーヨーベアー Sharpman卓球シューズの広告、卓球ジャーナル1973年7月号３０頁
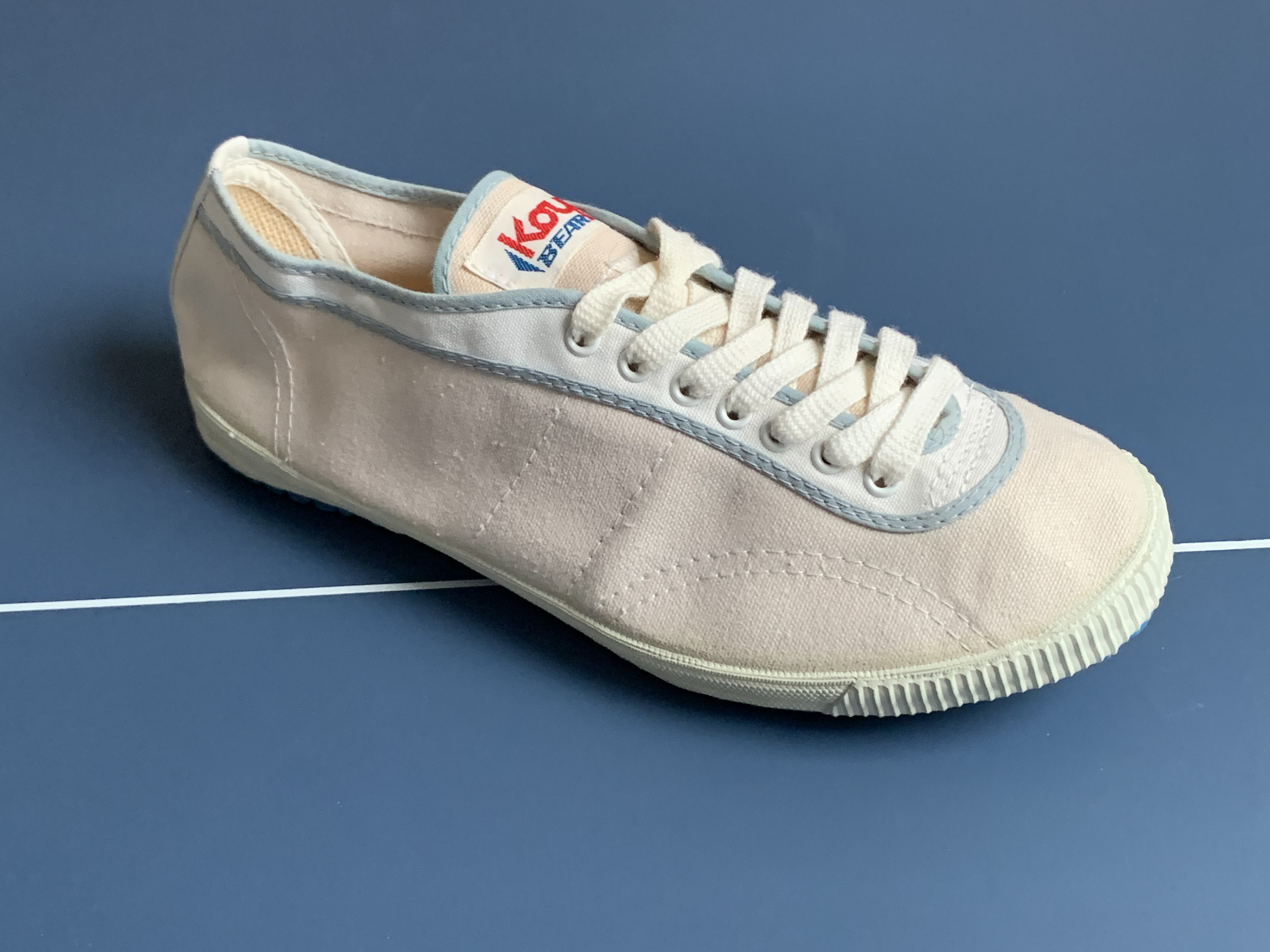
ビンテージのコーヨーベアーSharpman卓球シューズ
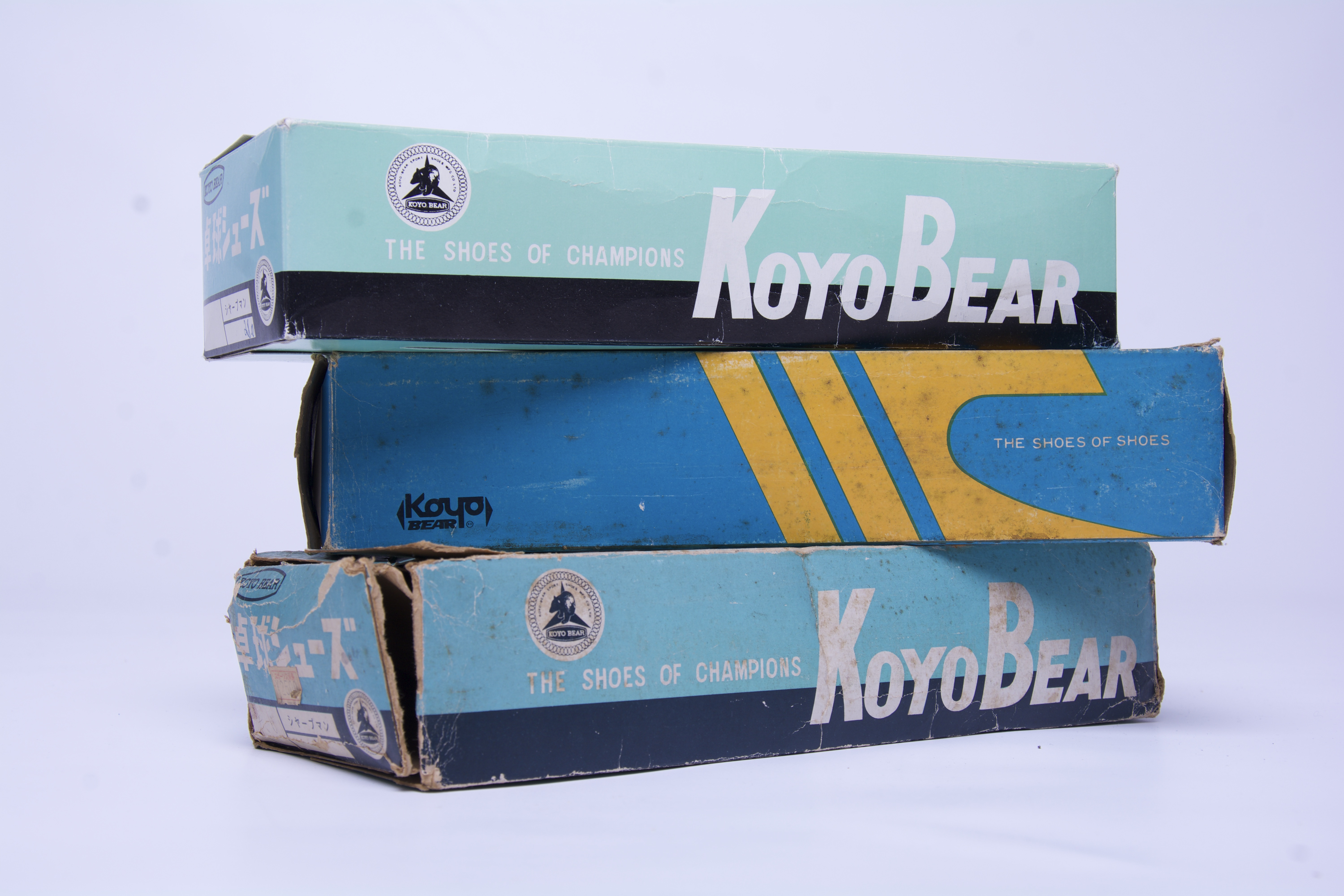
ビンテージのコーヨーベアーの靴箱
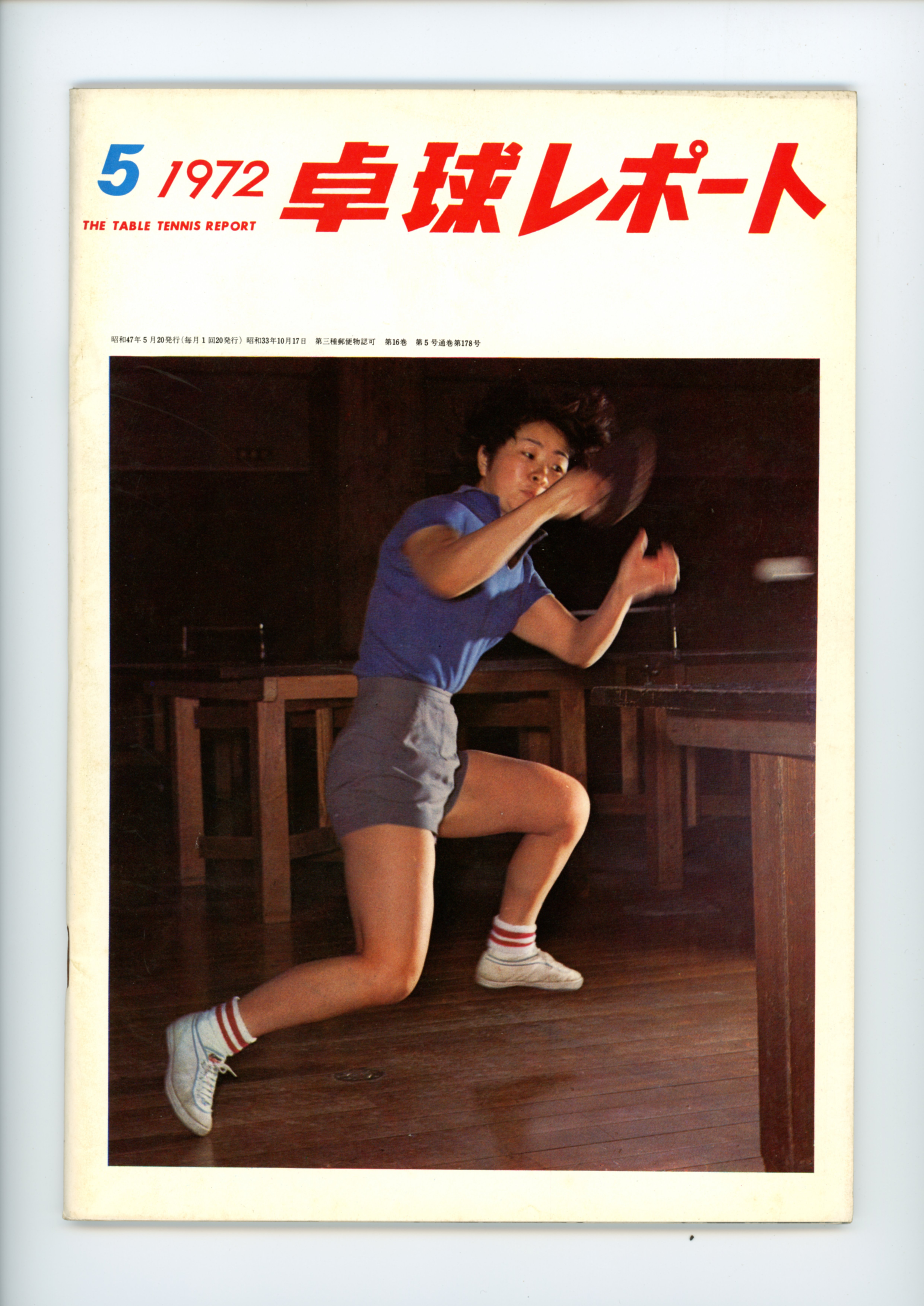
卓球レポート1972年5月号の表紙に載っているコーヨーベアーのシューズ
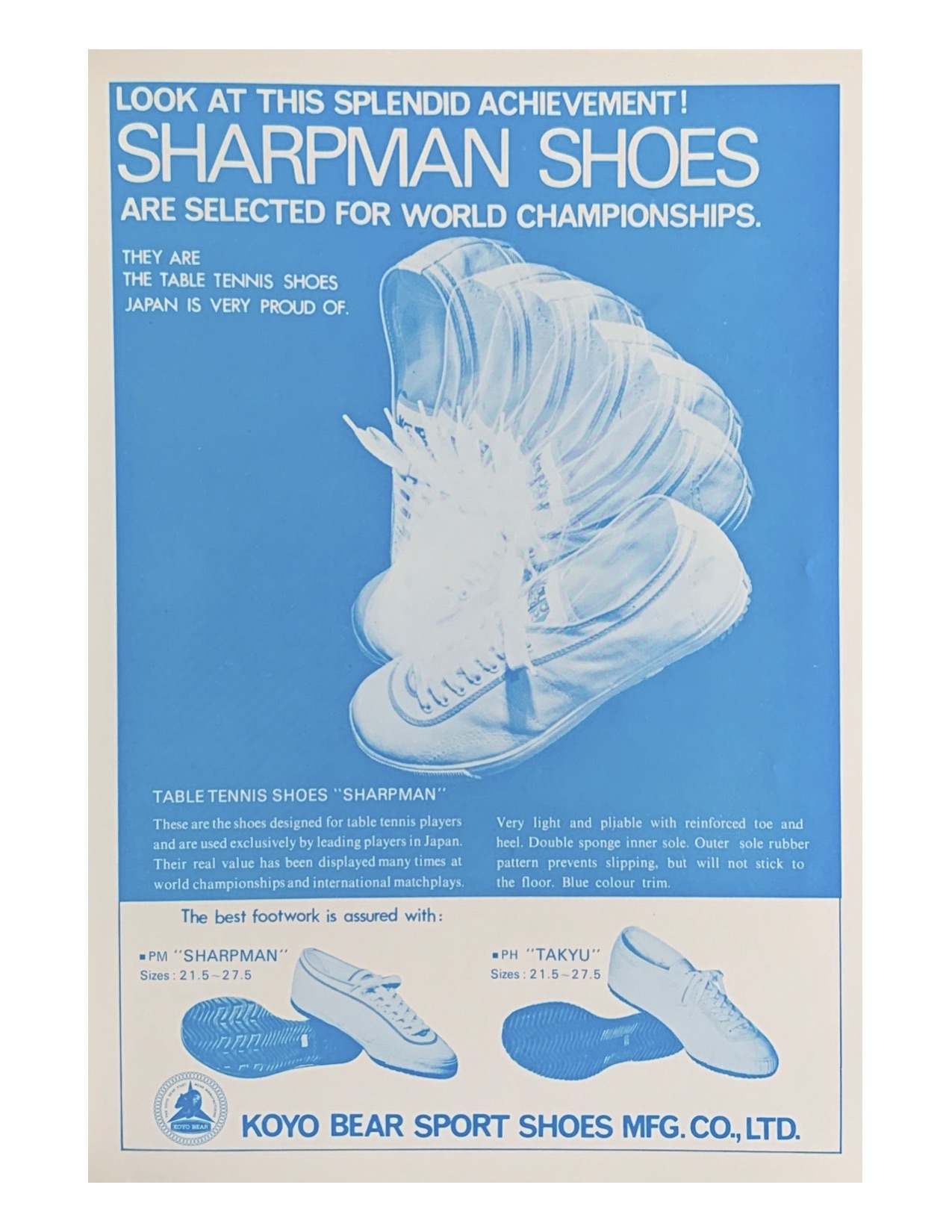
1972年発刊の卓球雑誌に載っているコーヨーベアーSharpmanの広告

## その他スポーツ
コーヨーベアーは、卓球専用シューズに加えて、バスケットボールなどその他のスポーツ専用のシューズも開発していた。

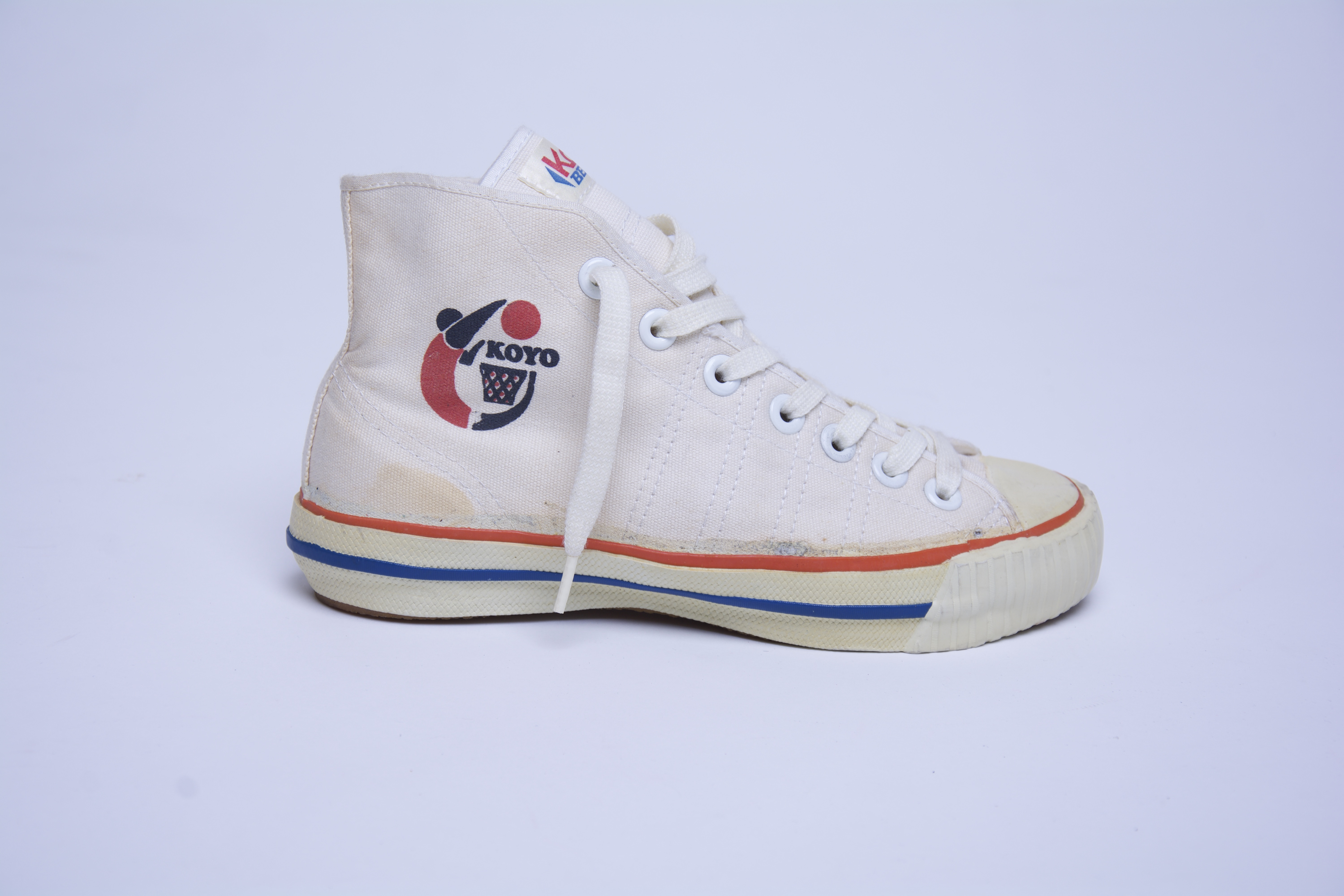
コーヨーベアーのバスケットシューズ
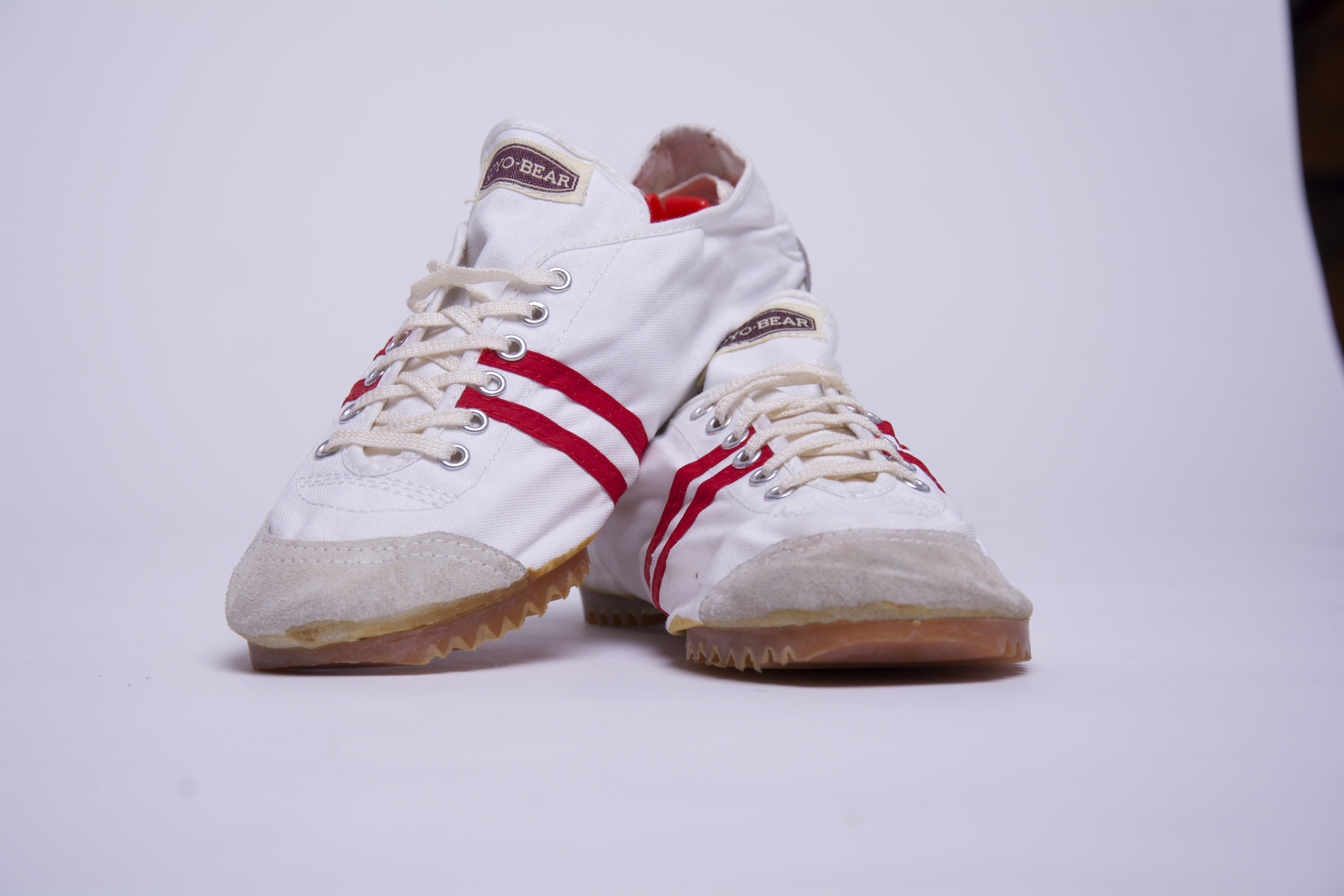
コーヨーベアーのランニングシューズ